# Allemands du Banat
 (août 2017).
Si vous disposez d'ouvrages ou d'articles de référence ou si vous connaissez des sites web de qualité traitant du thème abordé ici, merci de compléter l'article en donnant les références utiles à sa vérifiabilité et en les liant à la section « Notes et références ».
Pour des articles plus généraux, voir Allemands de Roumanie et Minorité allemande de Hongrie.
Les Allemands du Banat ou Souabes du Banat (en allemand : Banater Schwaben, en roumain : Șvabi bănățeni, en hongrois : Bánsági svábok et en serbo-croate : Banatski Nemci) sont une minorité allemande de Roumanie issue des colons, principalement germanophones, envoyés tout au long du XVIIIe siècle pour peupler la plaine du Banat.

## Histoire

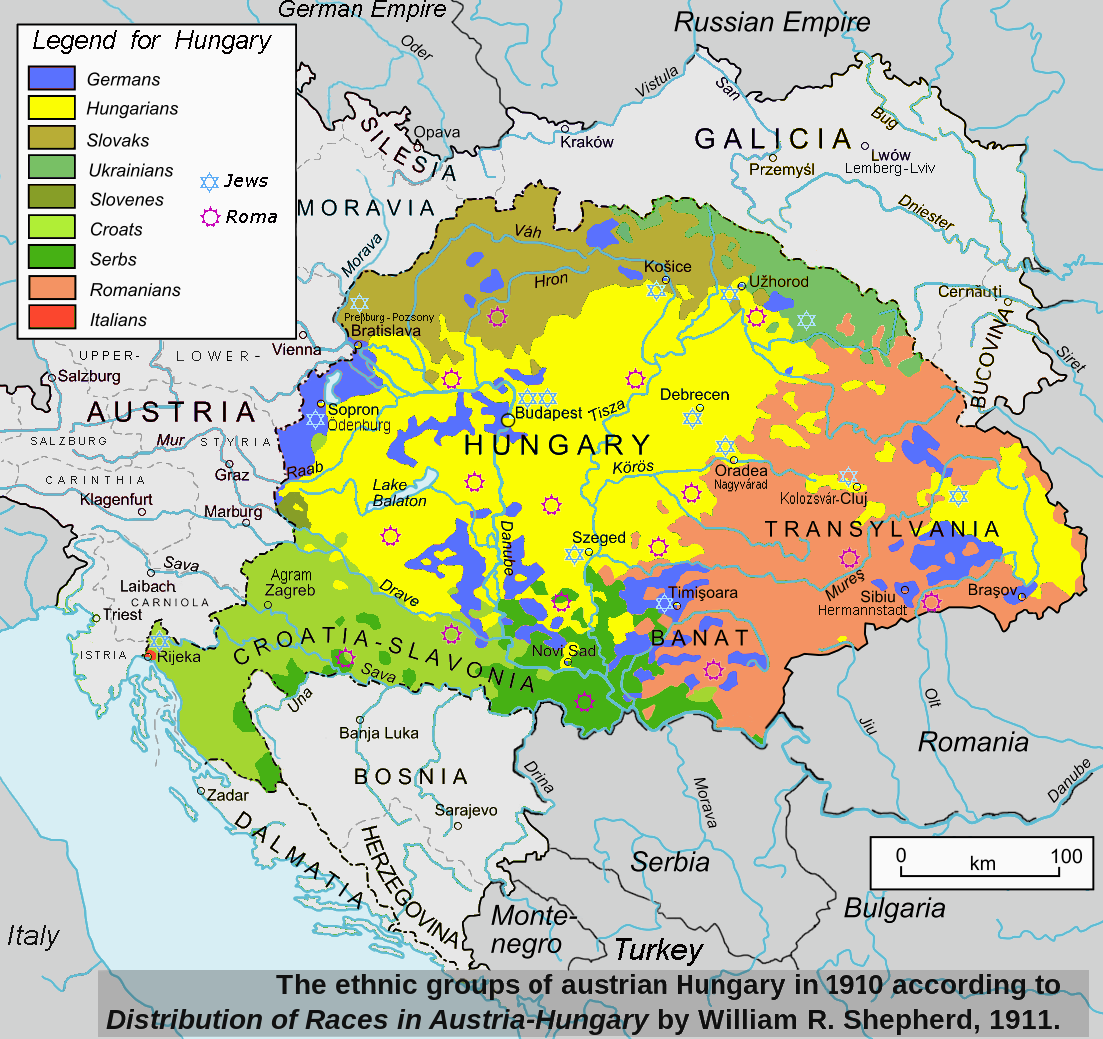
Groupes ethno-linguistiques en Transleithanie en 1910.

Étymologiquement, le mot « șvab » est le nom roumain, slave et hongrois  pour les « Schwaben », les Souabes (le terme Suebe se rencontre aussi parfois), terme générique désignant tout migrant germanique et par extension aussi des populations issues d'autres nations comme la France : en effet, certains colons venaient de Lorraine et d'Alsace. Parmi les Lorrains, des francophones ont participé aux différentes vagues (« Schwabenzüge ») de colonisation : quelques implantations portent des noms français, telles que Seultour, Saint-Hubert et Charleville, aujourd'hui réunies dans la commune serbe de Banatsko Veliko Selo. L'actuel Banat roumain a été principalement peuplé de familles provenant du Luxembourg, de la Sarre, de la Lorraine (surtout germanophone) et de l'Alsace. 
Les « Souabes » ont viabilisé des terres marécageuses cédées par les Ottomans après leurs défaites face au prince Eugène de Savoie-Carignan, au XVIIe siècle. Ce dernier, grand chef de guerre autrichien d'origine française, a ainsi ouvert la voie à la colonisation « occidentale » dans cette région (actuellement partagée entre la Hongrie, la Roumanie et la Serbie). Un autre personnage  important d'origine lorraine et francophone qui a le plus contribué  au développement du Banat et de sa capitale Timișoara au XVIIIe siècle, a été le comte Claude Florimond de Mercy, un des officiers d'Eugène de Savoie et gouverneur du Banat.   
Le français et surtout l'allemand ont continué à être parlés dans ces régions d'Europe centrale jusqu'à la fin du XXe siècle. On sait notamment que la messe se disait bien sûr en latin, mais avec sermon et chants en allemand dans certains villages ; la toponymie était aussi marquée par cette influence (noms de lieux germaniques ou germanisés). Du côté serbe, les « Souabes » ont ensuite été instrumentalisés par le Troisième Reich, pendant la Seconde Guerre mondiale (l'administration du Banat serbe leur fut confiée) tandis que du côté roumain, ils furent mobilisés non dans l'armée roumaine, mais dans la Wehrmacht. Lors de la défaite de 1944, ils furent persécutés par les soviétiques et beaucoup sont morts lors d'exécutions sommaires ou en déportation.
On trouve dans le sud de la France (Vaucluse) un village qui a accueilli les descendants de ces colons francophones malmenés par les aléas de l'histoire (La Roque-sur-Pernes). Ses habitants actuels sont pour la plupart des enfants de colons du Banat et de Hongrie, « rapatriés » après guerre à la suite de l'intervention de Robert Schuman.
Parmi les personnalités importantes qui étaient d'origine « souabe du Banat » on peut retenir le poète autrichien Nikolaus Lenau, l'écrivaine allemande Herta Müller, le compositeur hongrois Béla Bartók (par sa mère) et l'acteur américain Johnny Weissmuller.
En 2011, 4 064 personnes s'identifient comme Allemands en Serbie et 2 190 personnes déclarent l'allemand comme langue maternelle.

## Allemands du Banat célèbres
- Nikolaus Lenau (1802-1850), écrivain
- Géza von Cziffra (1900-1989), scénariste, réalisateur
- Johnny Weissmuller (1904-1984), nageur, acteur
- Herta Müller (1953-), écrivaine, Prix Nobel de littérature 2009
- Mara Kayser (1966-), chanteuse
- Stefan Hell (1962-), physicien, Prix Nobel de chimie 2014

## AutresSouabes du Danube
Il existe d'autres minorités allemandes de Roumanie.
Il existe aussi d'autres Donauschwaben dans les régions conquises ou acquises lors des guerres austro-turques par l'Empire austro-hongrois au détriment de l'Empire ottoman, installés lors de différents Schwabenzug (de), campagnes de repeuplement par des populations souabes ou germanophones : Slavonie, Syrmie, Voïvodine, Bačka, Turquie souabe (en), etc., avec des installations (/colonies) à Osijek (Esseg), Poreč (Josefsdorf), Slavonski Brod (Brod an des Save), Prnjavor (république serbe de Bosnie) (Štrpci-Schutzberg (de) 1895-1942)...
Ces régions, en partie intégrées au royaume de Slavonie (1699-1868) puis au royaume de Croatie-Slavonie (1868-1918), se trouvent actuellement sur le territoire de divers états, principalement en Croatie, mais aussi en Serbie, Bosnie, Hongrie...
La situation de ces populations germanophones a été complexe de 1930 à 1950 : Volksdeutsche, camps d'internement (Valpovo, camp de travail de Valpovo (en)...), exodes, déportations, exécutions (massacre de Bleiburg ou Tragédie de Viktring (de) (Klagenfurt, mai 1945)), expulsion des Allemands d'Europe de l'Est. 
Le rapatriement d'une partie des survivants en Allemagne n'a pas toujours été facile.